# Joegoslavische oorlogen
De (post-)Joegoslavische oorlogen (1991–2001) vormen een reeks van etnische conflicten die losbarstten toen Joegoslavië uiteenviel. Tijdens de oorlogen maakten meerdere partijen zich schuldig aan etnische zuiveringen. De uiteindelijke verdeling van Joegoslavië werd overeengekomen onder internationale arbitrage.

## De Serviërs vergroten hun macht binnen Joegoslavië (1988-91)
In 1980 overleed maarschalk Tito, die vijfendertig jaar lang de absolute heerser in Joegoslavië geweest was. Zijn land was opgebouwd uit zes deelrepublieken en diverse bevolkingsgroepen, vandaar de noodzaak om elke vorm van nationalisme de kop in te drukken. Daartoe onthief Tito zelfs zijn eigen vrouw Jovanka uit haar officiële functies. Al ruim voor zijn dood was hij begonnen aan een systeem dat moest voorkomen dat de bevolkingsgroepen elkaar naar de keel zouden vliegen. Om te vermijden dat de deelrepubliek Servië te dominant werd, kregen de provincies Kosovo en Vojvodina meer autonomie (1974). Zodoende hadden ze nu een eigen stem in de Joegoslavische Federatieraad, het bestuursorgaan waarin de deelrepublieken samen zaten. Daarnaast werd voorzien in een roulerend presidentschap.
In 1981 groeide een studentendemonstratie rond de universiteitskantine van Pristina uit tot een demonstratie voor meer autonomie voor Kosovo. Ook in de andere regio's kwam het nationalisme op. Het boegbeeld van het nationalisme onder de Serviërs werd Slobodan Milošević, de partijleider van de communisten in Servië. De Serviërs domineerden de regeringen van Servië, Kosovo en Vojvodina. Zij besloten dat Kosovo en Vojvodina terugkeerden binnen het gezag van Servië (1988). Dit betekende dat hun stem in de Federatieraad werd overgenomen door Servië. Milošević wakkerde het Servische nationalisme verder aan met zijn toespraak op de herdenking van de Slag op het Merelveld (1989). Dat jaar werd hij president van Servië.
Milošević genoot niet alleen steun in Servië-Kosovo-Vojvodina, maar ook binnen de regering van de aangrenzende deelrepubliek Montenegro. De macht van de Serviërs irriteerde de vier andere deelrepublieken en in het bijzonder Slovenië en Kroatië. Zij zagen hun autonomie bedreigd, die ze hadden verworven, omdat ze jarenlang belastingen afdroegen aan arme gebieden zoals Macedonië. Om tegengewicht te kunnen bieden, waren deze vier deelrepublieken gedwongen een onderlinge coalitie te sluiten. Bij de verkiezingen van 1990 wonnen, in alle deelrepublieken, de nationalistische partijen. Dit betekende dat de niet-Serviërs nog meer zouden vragen om zelfstandigheid.

De federale deelstaten in 1974-88
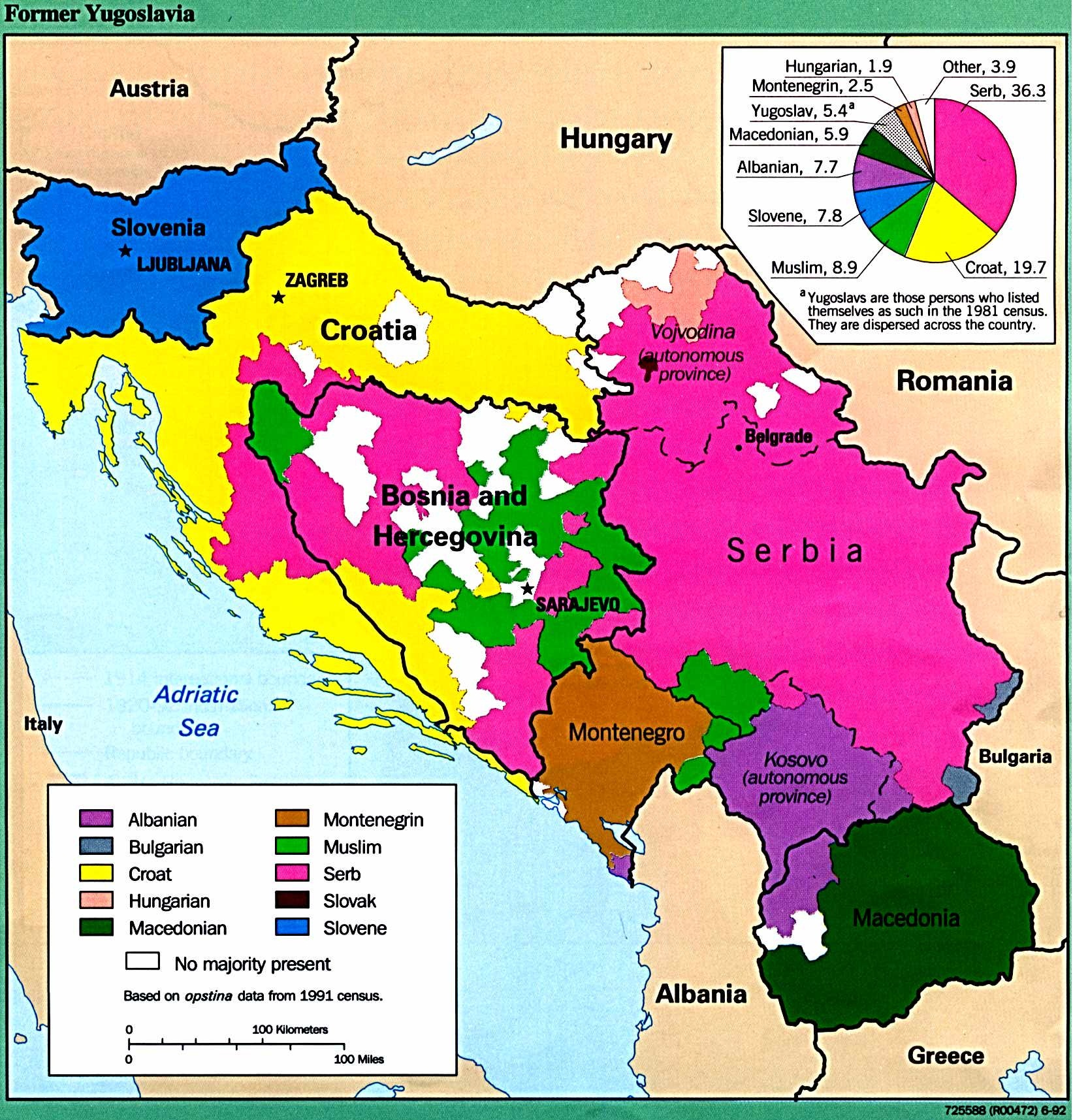
Etnische diversiteit in Joegoslavië, 1991

## Slovenië scheidt zich af en wordt erkend (1991)
Ondanks buitenlandse oproepen om de eenheid te bewaren, verklaarde de deelrepubliek Slovenië zich op 25 juni 1991 onafhankelijk. Aanvankelijk probeerde het federale leger, het zogenoemde Joegoslavisch Volksleger of JNA, het gebied te onderwerpen. De internationale sympathie voor de Sloveense zaak en de onlusten in de overige deelrepublieken noopten echter al gauw tot het Akkoord van Brioni. Het JNA trok zich onmiddellijk terug uit Slovenië. Het land was nu de facto onafhankelijk.

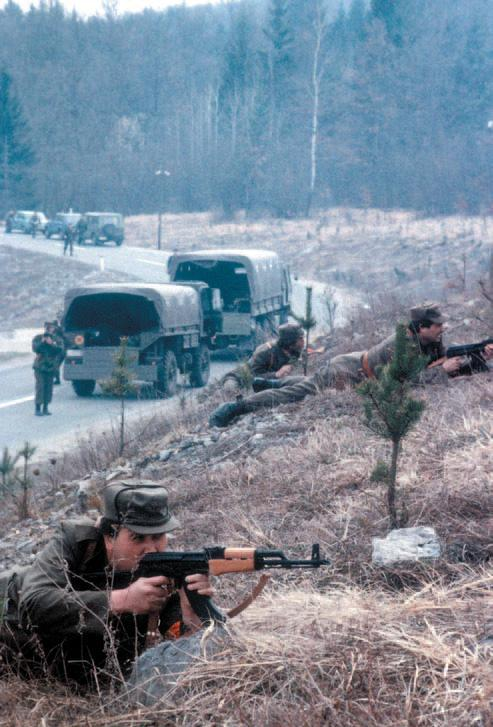
Het Sloveense leger in maart 1991
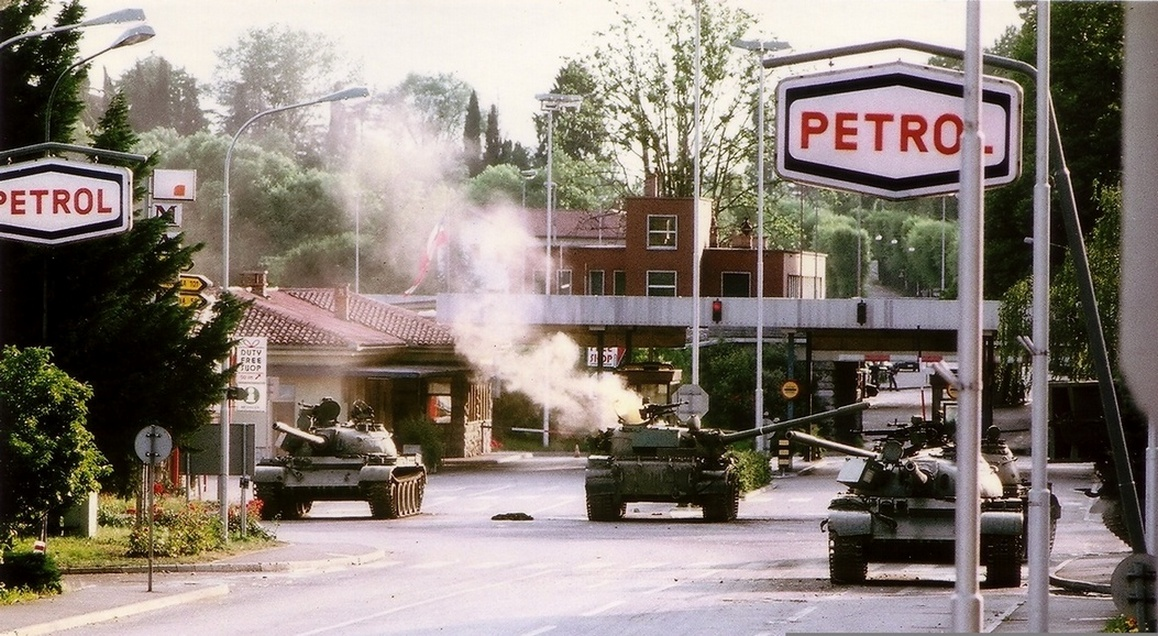
JNA-tanks in Nova Gorica

## Kroatië wordt onafhankelijk (1991-95)
De deelrepubliek Kroatië riep de zelfstandigheid uit op dezelfde dag als Slovenië. De eerste president van Kroatië was Franjo Tuđman. Diens eerste daden bestonden eruit de buitenproportioneel vertegenwoordigde Serviërs uit het bestuursapparaat weg te zuiveren.
In Kroatië en meer bepaald in Krajina en het oosten van Slavonië woonden echter ook etnische Serviërs. Zij wilden niet wonen in een overwegend Kroatisch land. Ze richtten wegversperringen op en stichtten een Servische republiek: de Republiek van Servisch Krajina. Servië stuurde het JNA om de nieuwe republiek te beschermen. In eerste instantie hield Kroatië deze gebieden voor verloren, maar na enige tijd moest Milošević het JNA weghalen om elders te vechten (1991). Dit stond toe aan het Kroatische leger om de opstandige gebieden in te nemen (1995). Enige tijd werd Oost-Slavonië bestuurd door de VN (1996-98), om een vreedzame overgangsperiode te waarborgen.

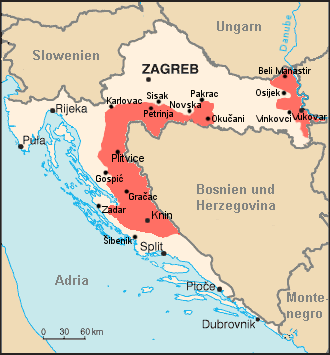
Republiek Krajina
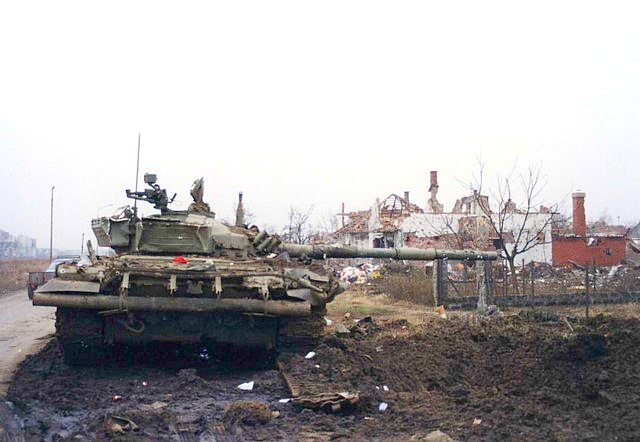
Slag om Vukovar

## De Serviërs proberen Bosnië-Herzegovina te veroveren (1991-95)
De deelrepubliek Bosnië-Herzegovina werd bevolkt door 'Bosniakken', 'Bosnische Serviërs' en 'Bosnische Kroaten'. Deze groepen waren verdeeld over de toekomst van hun land. De Serviërs (maar ook een deel van de Bosniakken) wensten binnen Joegoslavië te blijven, aangezien ze zodoende verenigd bleven met andere Servische gemeenschappen. De meerderheid van de bevolking (nl. de Kroaten en de overige Bosniakken) verlangde echter naar onafhankelijkheid, door hun lange frustratie jegens de overmacht van de Serviërs. Reeds vóór alle onafhankelijkheidsverklaringen van 1991 hadden de presidenten Milošević (van romp-Joegoslavië) en Tuđman (van Kroatië) een geheime ontmoeting, waarbij ze mogelijk bespraken of ze Bosnië-Herzegovina onderling zouden verdelen.
De versnippering van Bosnië-Herzegovina trad eind 1991 in. Eerst verklaarden de Kroaten zich onafhankelijk (18 november), vervolgens de Serviërs (9 januari) en tot slot de Bosniakken (5 april). Een burgeroorlog brak uit, tussen enerzijds de Serviërs – gesteund door de Serviërs van buurland Servië – en anderzijds een unie van Bosniakken en Kroaten. De Serviërs wisten de Bosniakken-Kroaten terug te dringen en sloegen een jarenlang beleg rond de hoofdstad Sarajevo. De oorlog verliep steeds chaotischer. In september 1992 brak de unie tussen Bosniakken en Kroaten en startten ook zij een open oorlog. Bovendien besloot een Bosnische zakenman, Fikret Abdić, een eigen ministaatje op te richten rondom de stad Cazin. Hij verdedigde het met een legertje van inwoners en deserteurs. Uiteindelijk brak er een opstand tegen Abdić uit en heroverden regeringstroepen het stadje.
Intussen trachtte de Europese Unie te bemiddelen. Het ene na het andere vredesvoorstel werd echter verworpen. De Serviërs, bijvoorbeeld, wilden niet meer weten van verdelingsplannen aangezien ze al bijna 70% van het land onder de voet gelopen hadden. In de streken die het meest kwetsbaar waren voor geweld vanuit de Servische gebieden, stelde de VN 'veilige gebieden' in. Zij werden beveiligd door de internationale vredesmacht UNPROFOR; deze was echter niet altijd effectief, zoals ook bleek toen de Nederlandse afdeling (Dutchbat) de inname en genocide van Srebrenica niet kon verhinderen (1995). Toen vermoordden de Bosnische Serviërs onder leiding van Ratko Mladić 8.000 islamitische Bosniakken. Elders voerden ook Bosniakken en Kroaten geregeld etnische zuiveringen uit.
Een kantelmoment werd bereikt toen Mladić ook de 'veilige gebieden' Žepa en Goražde aanviel (1995). De VN vaardigde een mandaat uit voor luchtaanvallen tegen romp-Joegoslavië, uitgevoerd door de NAVO. Tegelijkertijd begonnen de Bosniakken en Kroaten met een groot offensief, waardoor het gebied van de Serviërs slonk tot 51%. Om een onvoorwaardelijke overgave af te wenden, moesten de Serviërs akkoord gaan met vrede. Aldus ondertekenden ze het Verdrag van Dayton (november 1995). De vooroorlogse eenheid van Bosnië-Herzegovina werd hersteld. Hierin kregen de Serviërs een eigen deelstaat Srpska.

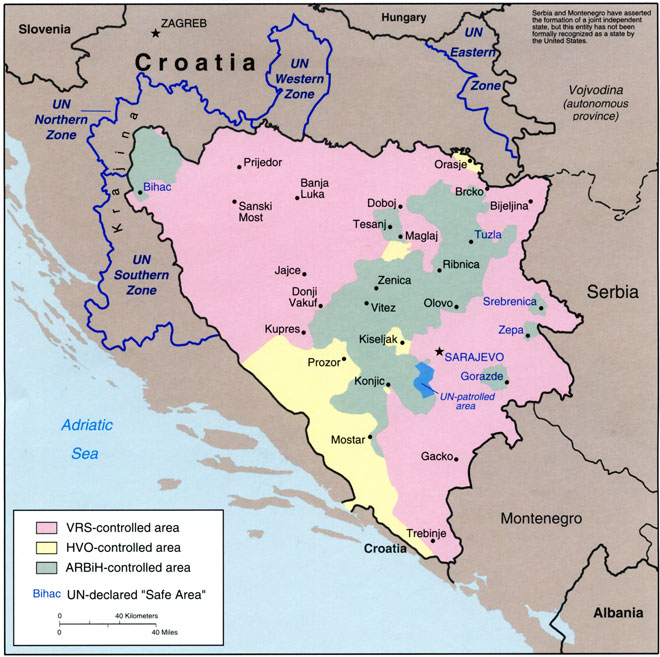
Servische (roze), Bosnische (groen) en Kroatische (geel) bezettingszones, 1994
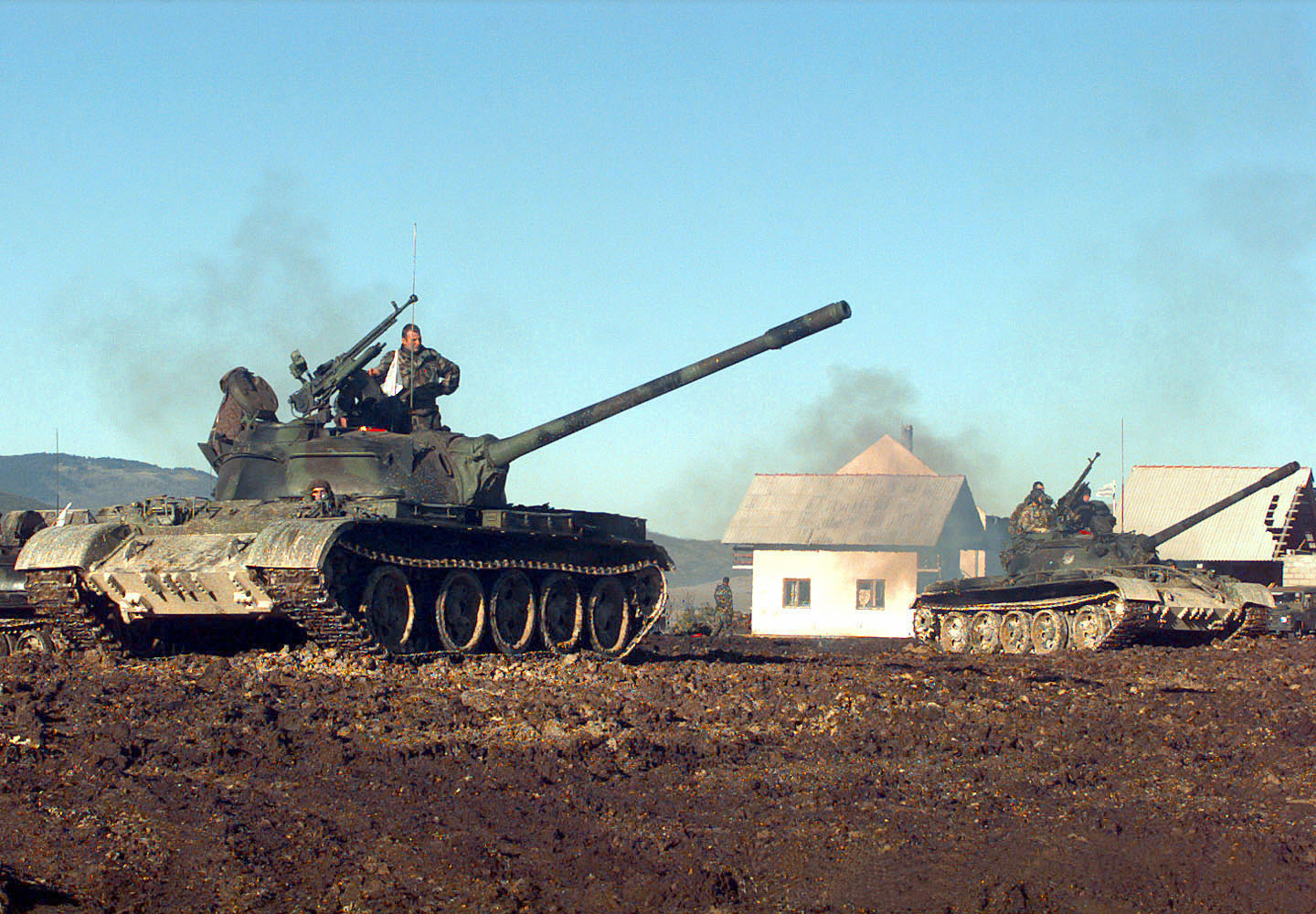
Tank van de Kroatische separatisten
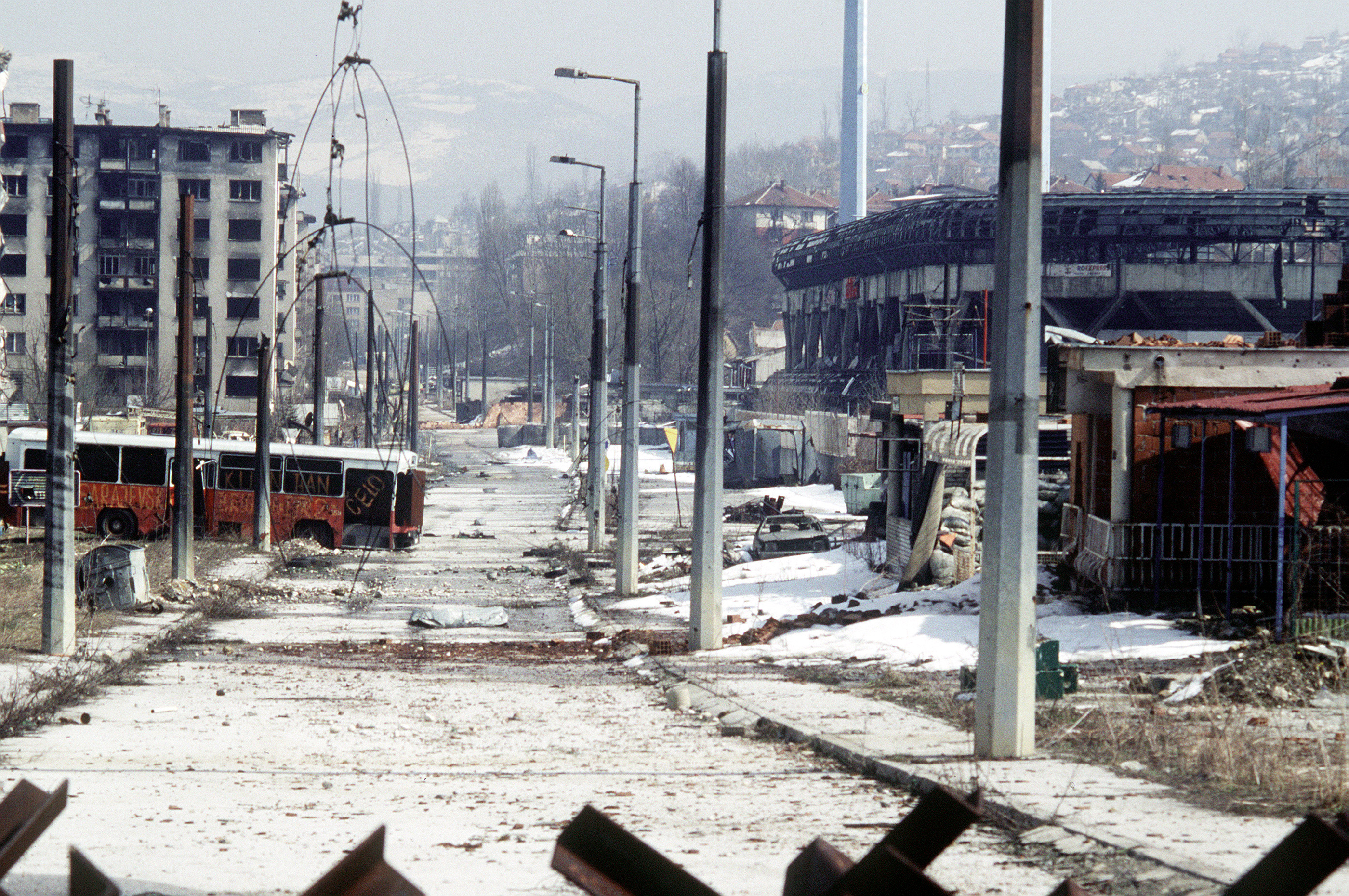
Beleg van Sarajevo door de Bosnische Serviërs
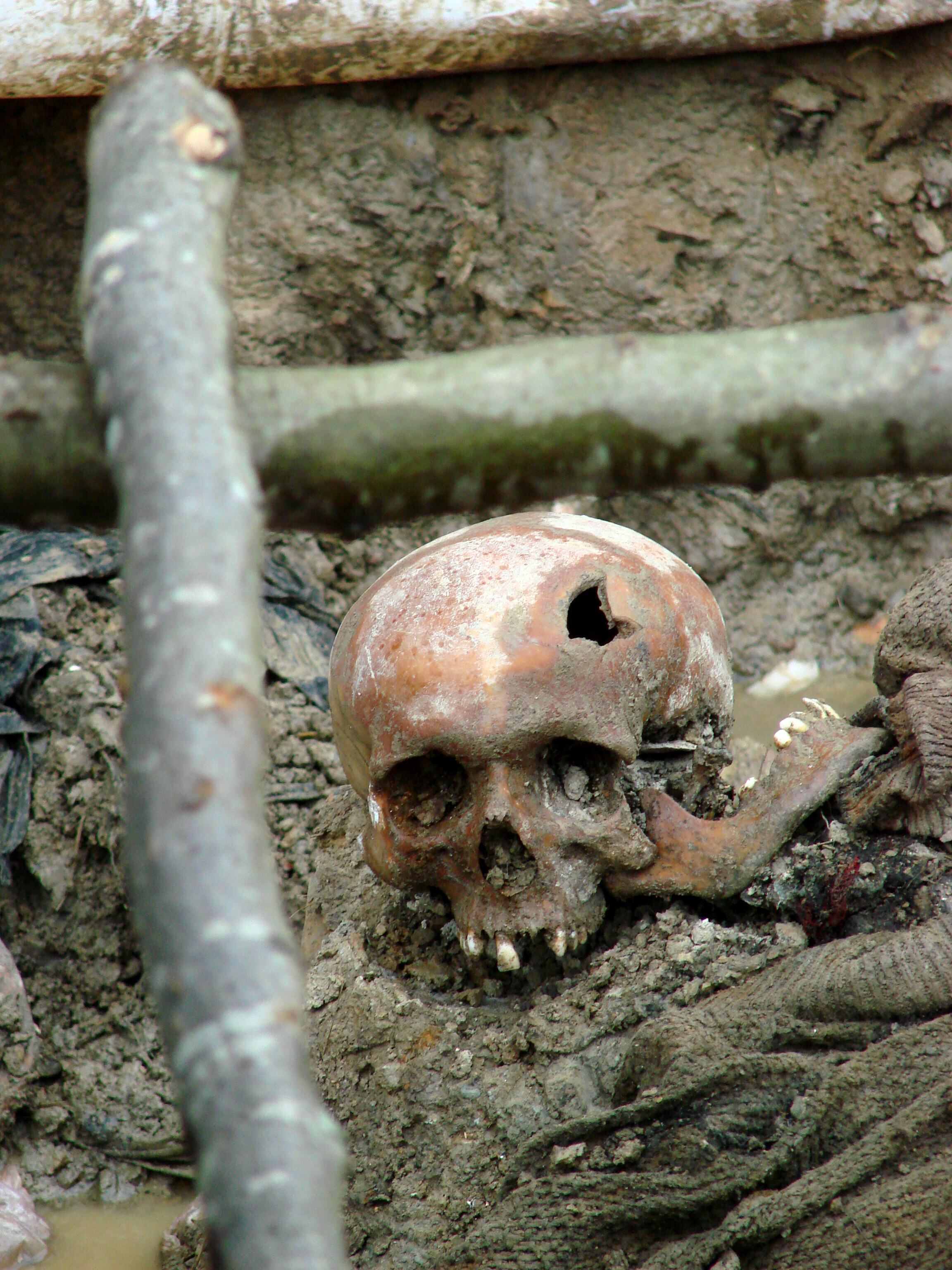
Blootgelegd massagraf buiten Potočari

## Kosovo wordt een VN-gebied en scheidt zich af (1998-2008)
Sinds 1988 was Kosovo opnieuw een onderdeel van de deelrepubliek Servië. Na de problemen van 1991 bleef Kosovo binnen romp-Joegoslavië. Toch weerklonken ook hier steeds meer eisen tot autonomie. Onder leiding van de gematigde Ibrahim Rugova werd een ondergrondse parallelle overheid opgezet. Tezelfdertijd ontwaakte het extremistische Bevrijdingsleger van Kosovo (UÇK) en begon met aanslagen tegen politie- en legerposten.
Intussen werd Milošević president van het nieuwe Servië (1997). Het land was echter, gezien het geweld en de nederlaag in Bosnië-Herzegovina, in een internationaal isolement beland. De bevolking demonstreerde tegen Milošević, politici voerden hevige oppositie. Toch slaagde men er niet in hem uit het zadel te lichten. De belangrijkste oppositieleider, Vuk Draskovic, liet zich zelfs omkopen met een belangrijke regeringspost. Milošević besefte dat de Albanese bevolking in Kosovo de ideale zondebok kon vormen om zijn populariteit op te krikken. Hij stuurde de geheime politie en het leger naar Kosovo, teneinde de UÇK te bestrijden en de 'Servische minderheid te beschermen' (1998). Tijdens de offensieven beging het leger opnieuw etnische zuiveringen.
De internationale gemeenschap startte vredesonderhandelingen op. De Serviërs bleven echter weigeren om Kosovo vrij te geven aan de VN. Pas toen de NAVO luchtbombardementen boven Servië ondernam, onderschreef Milošević het Akkoord van Rambouillet. Hiermee leed hij zwaar gezichtsverlies in eigen land. Hij werd afgezet en uitgeleverd aan het Joegoslaviëtribunaal in Den Haag. Hij zou overlijden in de loop van het proces (2006). Kosovo bleef voorlopig onder bestuur van de VN, onder controle van een NAVO-vredesmacht. In 2008 verklaarde de Kosovaarse regering eenzijdig de onafhankelijkheid. Anno 2019 wordt Kosovo door 111 staten erkend, met Servië en Rusland als belangrijke uitzonderingen.

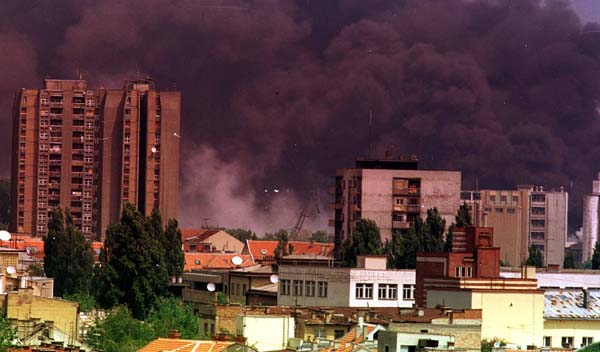
NAVO-bombardement op Novi Sad
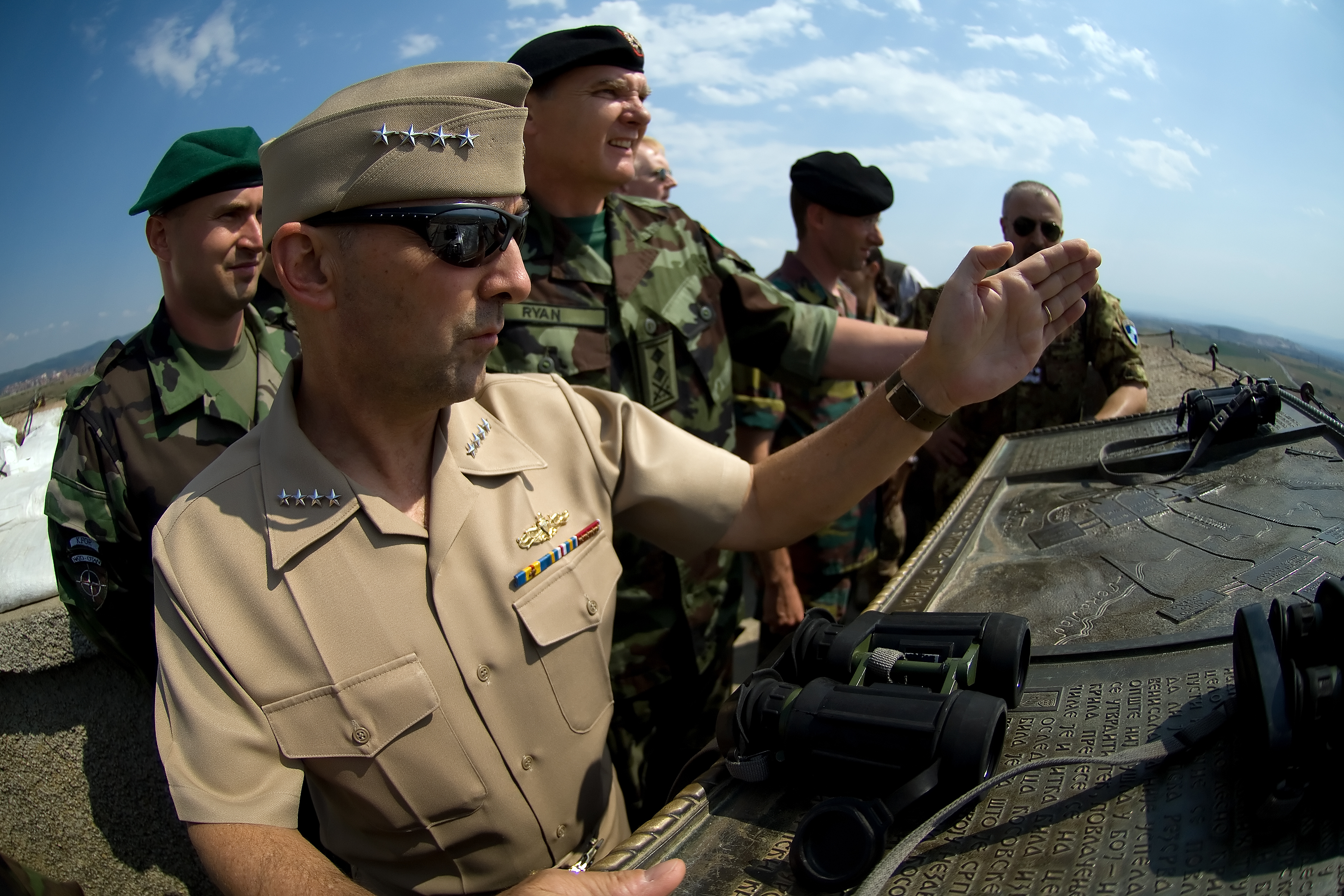
NAVO-troepen in Kosovo

## Albanese opstand in Centraal-Servië (1999-2001)
Aan het eind van de Kosovaarse Oorlog in 1999 was er in eerste instantie door de Verenigde Naties een drie-mijlszone aangelegd rondom de gemeentes, waarbinnen het leger uit Servië en Montenegro niet toegestaan was te patrouilleren; politie met lichte vuurwapens was dit wel toegestaan. Binnen de exclusieve zone viel Dobrosin, maar bijvoorbeeld niet Preševo. Door de hinderlagen van het Kosovo Bevrijdingsleger in de gedemilitariseerde zone moesten de Serviërs de patrouilles vrijwel meteen staken. Tussen 21 juni 1999 en 12 november 2000 werden er 294 aanvallen gerapporteerd, waarbij er zes burgers en acht politiemensen werden gedood. Zevenendertig mensen werden gewond en vijf burgers gekidnapt. Vanwege deze situatie stond de NAVO toe, dat het Joegoslavisch leger de gedemilitariseerde zone opnieuw in mocht vanaf 24 mei 2001 en werden de UCPMB-leden opgeroepen de zichzelf aan te geven bij KFOR. Aan deze oproep gaven 450 UCPMB-lden gevolg, waaronder de commandant Shefket Musliu op 26 mei.

## Macedonië wordt onafhankelijk en verleent autonomie aan de Albanezen (1991-2001)
In september 1991 hield de deelrepubliek Macedonië een referendum. Op grond daarvan verklaarde de regering het land onafhankelijk. Belgrado liet de nieuwe V.J.R. Macedonië (FYROM) ongemoeid. Het aangrenzende Griekenland verzette zich eerst tegen een Macedonische staat, omdat het vreesde voor claims aangaande Grieks-Macedonië. Macedonië ontsnapte lange tijd aan etnisch geweld, totdat de Albanese minderheid van Macedonië in opstand kwam (2000-01). Na enige offensieven door het regeringsleger werd, onder toezicht van de NAVO en later van de Europese Unie, een vredesproces in gang gezet. Ten slotte garandeerde het Akkoord van Ohrid (augustus 2001) autonomie voor de Albanese bevolking. Afgezien van kleine onlusten bracht dit een einde aan de opstand.

Opstandige regio's (oranje)
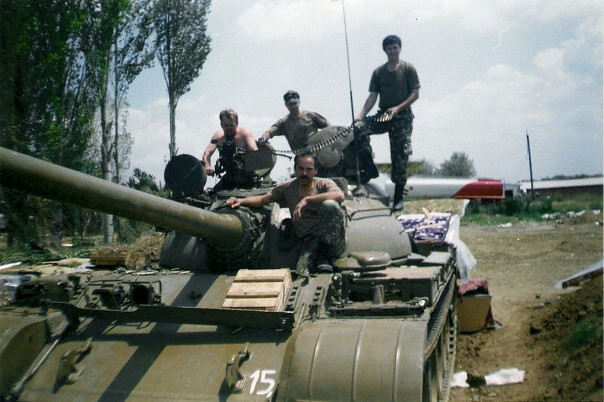
Mars tegen Aračinovo

## Montenegro weet eindelijk zijn onafhankelijkheid af te dwingen (1991-2006)
Ook Montenegro trachtte in de beginfase zijn zelfstandigheid te winnen. Vermoedelijk verleende Italië financiële steun aan de onafhankelijkheidsbeweging. Toch was Montenegro niet in staat om zijn onafhankelijkheid te doen gelden, en de centrale overheid verklaarde de eenzijdige onafhankelijkheidsverklaring nietig. Wel geraakte Milo Đukanović, een tegenstander van Milošević, verkozen tot president. Gestaag bouwde die de Montenegrijnse politie uit tot een tegengewicht voor de pro-Servische legereenheden. Intussen stelde zijn regering zich zo onafhankelijk mogelijk op. Men werd hierbij geholpen door het feit dat Milošević zich moest bezighouden met andere binnenlandse en internationale problemen. In mei 2006 sprak de bevolking zich in een referendum uit vóór de onafhankelijkheid. Servië aanvaardde de uitkomst.

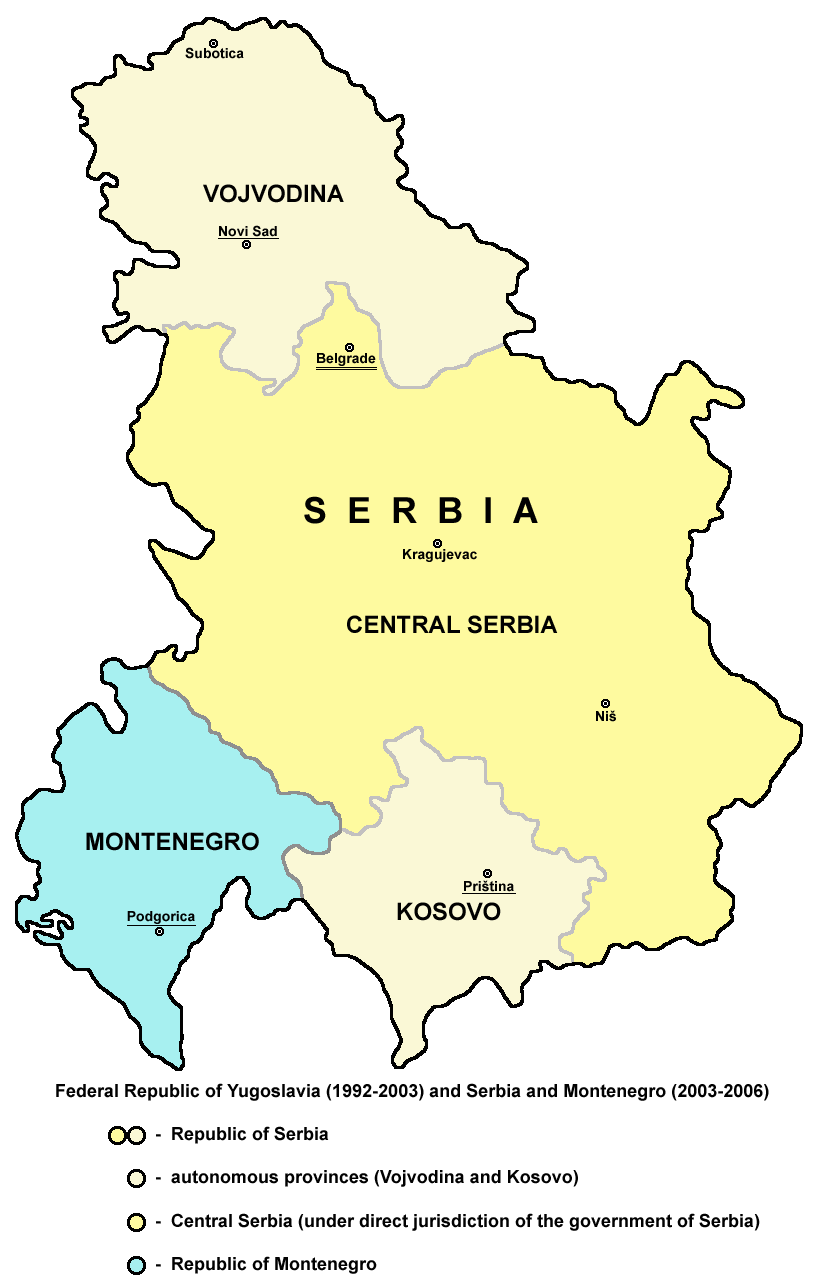
Deelstaten van romp-Joegoslavië tot 2006
Uitslagen van het referendum

## Buitenlandse strijders
In de Joegoslavische Oorlogen vochten ook buitenlandse strijders, vooral tijdens de langdurige oorlog in Bosnië-Herzegovina. Aan de zijde van de Serviërs vochten ex-JNA-officieren, paramilitairen uit Servië en vrijwilligers uit diverse christelijk-orthodoxe landen (o.a. Oekraïne, Roemenië, Rusland en Griekenland). Aan de zijde van de Bosniërs vochten moedjahedien: vrijwilligers uit islamitische landen (o.a. Marokko, Algerije, Saoedi-Arabië en Jemen). In sommige gevallen waren ze lid van of betrokken bij de terreurorganisatie Al Qaida. De Kroaten van hun kant konden rekenen op katholieke en extreemrechtse vrijwilligers (uit o.a. Ierland, Brittannië, Duitsland en Zweden). Voorts deed de regering van Bosnië-Herzegovina een beroep op huurlingen van allerhande komaf.
Sloveense Oorlog (1991) · Kroatische Oorlog (1991-95) · Bosnische Burgeroorlog (1992-95) · Kroatisch-Bosniakse Oorlog (1992-94) · Kosovo-oorlog (1998-99) · Operatie Allied Force (1999) · Conflict in de Preševo-vallei (2001) · Macedonisch conflict (2001)